# Cepheus similis
Cepheus similis är en kvalsterart som beskrevs av K. Fujikawa 2003. Cepheus similis ingår i släktet Cepheus och familjen Cepheidae. Inga underarter finns listade i Catalogue of Life.